# Віперт фон Блюхер
Віперт фон Блюхер (нім. Wipert Carl Wilhelm von Blücher) (14 липня 1883—18 січня 1963) — німецький дипломат.

## Життєпис
За освітою був доктором права.

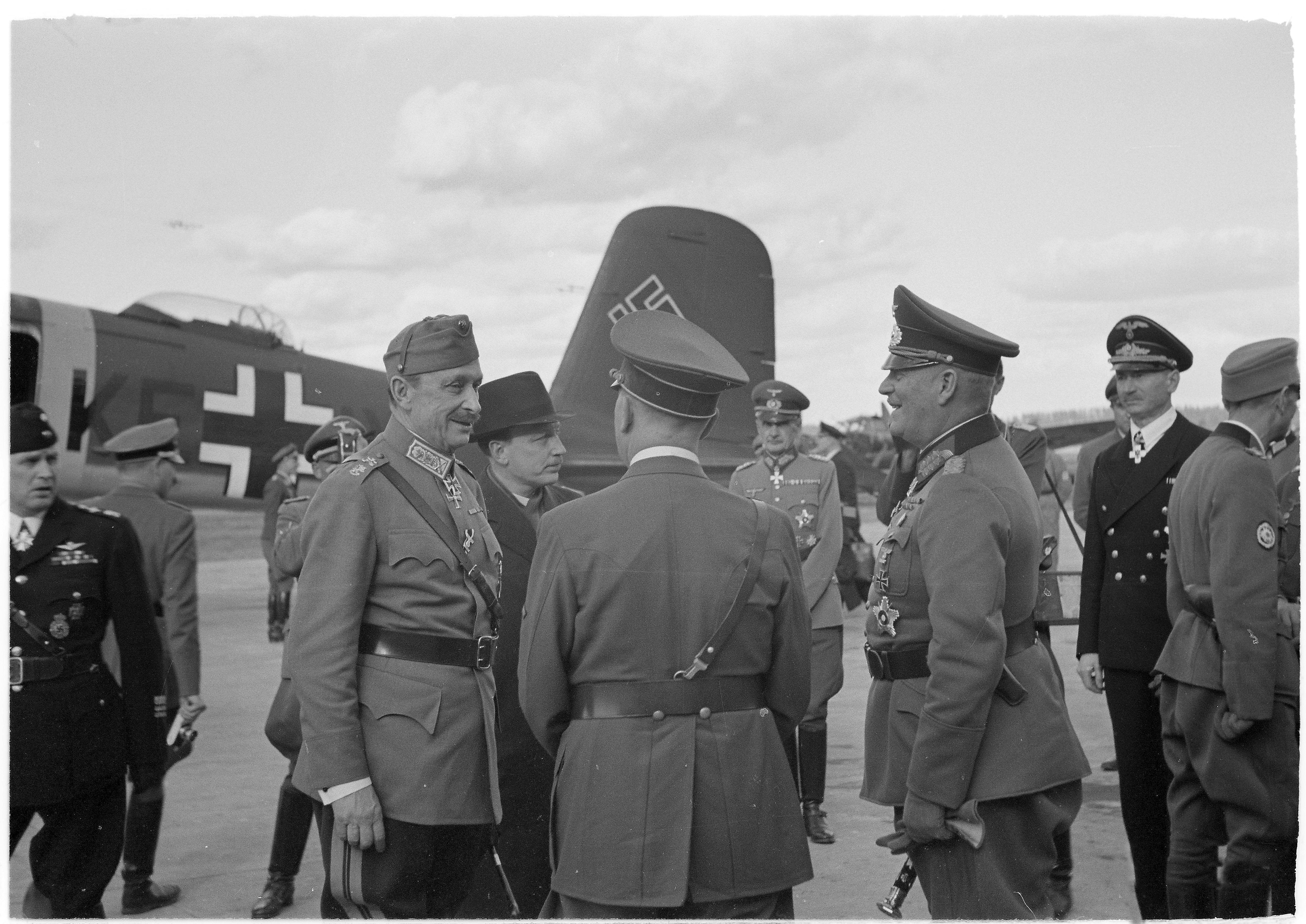

Віперт фон Блюхер служив у Першій світовій війні, у 1918 вступив на дипломатичну службу до Міністерства закордонних справ Німеччини. Працював дипломатом у Стокгольмі, Буенос-Айресі, Тегерані та Гельсінкі.
Був послом Німеччини у Фінляндії з 12 травня 1935 року до кінця 1944 року.
Фон Блюхер був професійним дипломатом і не вступав до Націонал-соціалістичної робітничої партії Німеччини (НСДАП). Пішов у відставку наприкінці 1944 року після розриву німецьких зв'язків з Фінляндією.
Після відставки був автором низки праць, зокрема, з іраністики.